# Паплинецька сільська рада
Паплине́цька сільська́ ра́да — адміністративно-територіальна одиниця та орган місцевого самоврядування у Старосинявському районі Хмельницької області. Адміністративний центр — село Паплинці.

## Загальні відомості
Паплинецька сільська рада утворена в 1925 році.
- Територія ради: 31,79 км²
- Населення ради: 1 111 особа (станом на 2001 рік)
- Територією ради протікає річка Домаха

## Населені пункти
Сільській раді підпорядковані населені пункти:
- с. Паплинці
- с. Гончариха

## Склад ради
Рада складається з 15 депутатів та голови.
- Голова ради: Скакун Юрій Миколайлвич
- Секретар ради: Ковтун Любов Сергіївна

### Керівний склад попередніх скликань
| Прізвище, ім'я, по батькові | Основні відомості                                                 | Дата обрання | Дата звільнення |
| --------------------------- | ----------------------------------------------------------------- | ------------ | --------------- |
| Голець Роман Петрович       | Сільський голова, 1974 року народження                            | 26.03.2006   | 31.10.2010      |
| Скакун Юрій Миколайлвич     | Сільський голова, 1963 року народження, освіта вища, безпартійний | 31.10.2010   |                 |

Примітка: таблиця складена за даними сайту Верховної Ради України

### Депутати
За результатами місцевих виборів 2010 року депутатами ради стали:

#### За суб'єктами висування
| Суб'єкт висування           | Кількість обраних депутатів | %    |
| --------------------------- | --------------------------- | ---- |
| Партія регіонів             | 4                           | 26,7 |
| Народна партія              | 3                           | 20   |
| Самовисування               | 3                           | 20   |
| Єдиний Центр                | 2                           | 13,3 |
| Партія «Справедливість»     | 2                           | 13,3 |
| Комуністична партія України | 1                           | 6,7  |

#### За округами
| № округу                    | Прізвище, ім'я, по батькові     | Дата визнання обраним | Освіта  | Партійна приналежність                        | Відомості про обраного депутата            |
| --------------------------- | ------------------------------- | --------------------- | ------- | --------------------------------------------- | ------------------------------------------ |
| Єдиний Центр                |                                 |                       |         |                                               |                                            |
| 1                           | Владовська Аліна Мечиславівна   | 01.11.2010            | вища    | член Єдиного Центру                           | Паплинецька загальноосвітня школа, вчитель |
| 11                          | Красноступ Олександр Васильович | 01.11.2010            | вища    | член Єдиного Центру                           | Паплинецька загальноосвітня школа, вчитель |
| Комуністична партія України |                                 |                       |         |                                               |                                            |
| 13                          | Поліщук Катерина Андріївна      | 01.11.2010            | середня | позапартійна                                  | «Шанс», повар                              |
| Народна Партія              |                                 |                       |         |                                               |                                            |
| 4                           | Підопригора Світлана Леонтіївна | 01.11.2010            | вища    | член Народної партії                          | Бібліотека, зав. філіалом                  |
| 9                           | Процишина Світлана Василівна    | 01.11.2010            | вища    | член Народної партії                          | фельдшерсько-акушерський пункт, акушер     |
| 12                          | Петросюк Лариса Василівна       | 01.11.2010            | вища    | член Народної партії                          | тимчасово не працює                        |
| Партія регіонів             |                                 |                       |         |                                               |                                            |
| 5                           | Фещена Інна Олександрівна       | 01.11.2010            | вища    | позапартійна                                  | СЕС, лаборант                              |
| 10                          | Ковтун Любов Сергіївна          | 01.11.2010            | вища    | позапартійна                                  | Територіальний центр, робітник             |
| 14                          | Возна Надія Євгенівна           | 01.11.2010            | вища    | позапартійна                                  | Райс «Максимко», зав складом               |
| 15                          | Сорока Надія Степанівна         | 01.11.2010            | вища    | позапартійна                                  | Паплинецька сільська рада, секретар        |
| Партія «Справедливість»     |                                 |                       |         |                                               |                                            |
| 3                           | Демчишин Микола Васильович      | 01.11.2010            | вища    | позапартійний                                 | Паплинецька дільниця Вет лікарні, лікар    |
| 7                           | Коломієць Юрій Іванович         | 01.11.2010            | вища    | позапартійний                                 | ПРАТ «Райс Максимко», електрик             |
| Самовисування               |                                 |                       |         |                                               |                                            |
| 2                           | Коростій Світлана Вікторівна    | 01.11.2010            | середня | член Всеукраїнського об'єднання «Батьківщина» | Магазин, продавець                         |
| 6                           | Ганах Олена Андріївна           | 01.11.2010            | вища    | позапартійна                                  | ЦРЛ, фельдшер                              |
| 8                           | Гавришко Олексій Миколайович    | 01.11.2010            | середня | член Всеукраїнського об'єднання «Батьківщина» | тимчасово не працює                        |